# Russell Latapy
Russell Nigel Latapy, född 2 augusti 1968, är en trinidadisk före detta fotbollsspelare.